# Zaskalnik
Zaskalnik – wodospad o wysokości ok. 5 m na potoku Sopotnickiim w Beskidzie Sądeckim. Położony jest w południowo-zachodniej części Pasma Radziejowej, w dolnym biegu Sopotnickiego Potoku pomiędzy szczytami Bereśnik (843 m) i Wysoka (759 m), na wysokości ok. 550 m. Administracyjnie położony jest w dzielnicy Kunie na terenie Szczawnicy w województwie małopolskim, w powiecie nowotarskim. W pobliżu wodospadu znajduje się restauracja, leśniczówka i tereny rekreacyjne.

## Szlaki turystyczne
W sąsiedztwie wodospadu przebiegają cztery szlaki turystyczne:
 niebieski szlak pieszy Szczawnica – Koszarzysko – Sewerynówka – Prehyba
 czarny szlak pieszy Koszarzysko – Bacówka pod Bereśnikiem
 czarny szlak rowerowy Szczawnica – Sopotnicki Potok – Jastrzębi Potok
 szlak konny Jaworki – Dzwonkówka – Krościenko nad Dunajcem